# (4336) Jasniewicz
(4336) Jasniewicz ist ein Hauptgürtelasteroid, der am 31. August 1984 von Brian A. Skiff am Lowell-Observatorium entdeckt wurde.
Der Asteroid wurde nach Gerard Jasniewicz, einem Astronomen am Observatoire de Strasbourg, benannt.